# Usť-Labinsk
Usť-Labinsk (rusky Усть-Лаби́нск) je město v Krasnodarském kraji v Ruské federaci. Při sčítání lidu v roce 2010 měl přes třiačtyřicet tisíc obyvatel.

## Poloha a doprava
Usť-Labinsk leží severně od ústí Laby do Kubáně. Od Krasnodaru, správního střediska kraje, je vzdálen přibližně šedesát kilometrů severovýchodně. Na jihu sousedí přes hraniční řeku s Adygejskem.
Přes město prochází federální silnice A160 z Majkopu do Korenovska.

## Dějiny
Usť-Labinsk byl založen v roce 1778 jako ruská pevnost v oblasti Kubáně. V roce 1794 získala status kozácké stanice a jméno Usť-Labinskaja. V roce 1958 při povýšení na město došlo i k přejmenování na Usť-Labinsk.

### Rodáci
- Ivan Timofejevič Ivaščenko (1905–1950), testovací pilot